# Tinea texta
Tinea texta is een vlinder uit de familie van de echte motten (Tineidae). De wetenschappelijke naam van de soort werd in 1931 gepubliceerd door Edward Meyrick.